# Dankowice (powiat głogowski)
Dankowice – wieś w Polsce położona w województwie dolnośląskim, w powiecie głogowskim, w gminie Żukowice.

## Podział administracyjny
W latach 1975–1998 miejscowość należała administracyjnie do województwa legnickiego.

## Zabytki
Do wojewódzkiego rejestru zabytków wpisane są obiekty:
- zespół dworski, z XIX w.:
  - dwór
  - park.

## Demografia
Dankowice są najmniejszą miejscowością gminy Żukowice.
Liczba mieszkańców miejscowości w poszczególnych latach:
| Rok  | Ilość mieszkańców |
| ---- | ----------------- |
| 1998 | 128               |
| 2002 | 96                |
| 2009 | 84                |
| 2011 | 80                |
| 2021 | 80                |